# Manuel Magno Alves
Manuel Magno Alves (Chaves, 5 de março de 1948) é um advogado e político português residente no Brasil. 
Atualmente é deputado à Assembleia da República pelo círculo eleitoral de Fora da Europa, após as eleições legislativas de 2024 pelo partido CHEGA.

## Biografia
Emigrou para o Brasil em 1955, com apenas seis anos de idade, e neste país iniciou os seus estudos, culminando com a sua graduação e pós-graduação na área do Direito.
Manuel Magno Alves iniciou a sua carreira profissional na banca, em 1962, em São Paulo. Trabalhou na banca até 1974. De 1974 a 1991, volta-se para a área imobiliária, colaborando numa empresa de loteamentos populares e residências, em algumas cidades do interior de São Paulo. Em 1992, instala o seu escritório de advocacia.
Manuel Magno Alves já desempenhou várias funções no Conselho da Comunidade Luso-Brasileira do Estado São Paulo e no Conselho Diretor da Associação Comercial de São Paulo. Em fevereiro de 2015, é eleito presidente da Secção de São Paulo do Partido Social Democrata, de Portugal, para mandato até 2020. Foi o candidato número dois pelo círculo de Fora da Europa pelo PSD, nas eleições legislativas de 2022, atrás de António Maló de Abreu.
Em 2019, passa a integrar o Conselho Consultivo do Consulado-Geral de Portugal em São Paulo, com mandato até 2023. Entre 2021 e 2023, integrou o Conselho Consultivo da Câmara Portuguesa de Comércio, com mandato até 2023.
Em janeiro de 2024, foi indicado pelo presidente do CHEGA, André Ventura, que seria o cabeça-de-lista por Fora da Europa nas eleições legislativas de 2024.

## Deputado à Assembleia da República
XVI Legislatura da República Portuguesa
A 20 de março de 2024, foi eleito deputado à Assembleia da República pelo CHEGA, pelo círculo eleitoral Fora da Europa. Com a sua eleição como deputado por este círculo eleitoral, o partido CHEGA acaba por retirar o mandato a Augusto Santos Silva, tornando-o assim o primeiro presidente da Assembleia da República a perder uma reeleição para deputado.

## Resultados eleitorais

### Eleições legislativas
| Data | Partido | Partido | Círculo eleitoral | Posição    | CI. | Votos  | %              | +/- | Status     | Notas | Ref   |
| ---- | ------- | ------- | ----------------- | ---------- | --- | ------ | -------------- | --- | ---------- | ----- | ----- |
| 2022 |         | PPD/PSD | Fora da Europa    | 2.º (em 2) | 1.º | 24 143 | 37,46 / 100,00 |     | Não eleito |       | [ 5 ] |
| 2024 |         | CHEGA   | Fora da Europa    | 1.º (em 2) | 2.º | 18 067 | 18,27 / 100,00 |     | Eleito     |       | [ 8 ] |